# 原嘉義酒廠

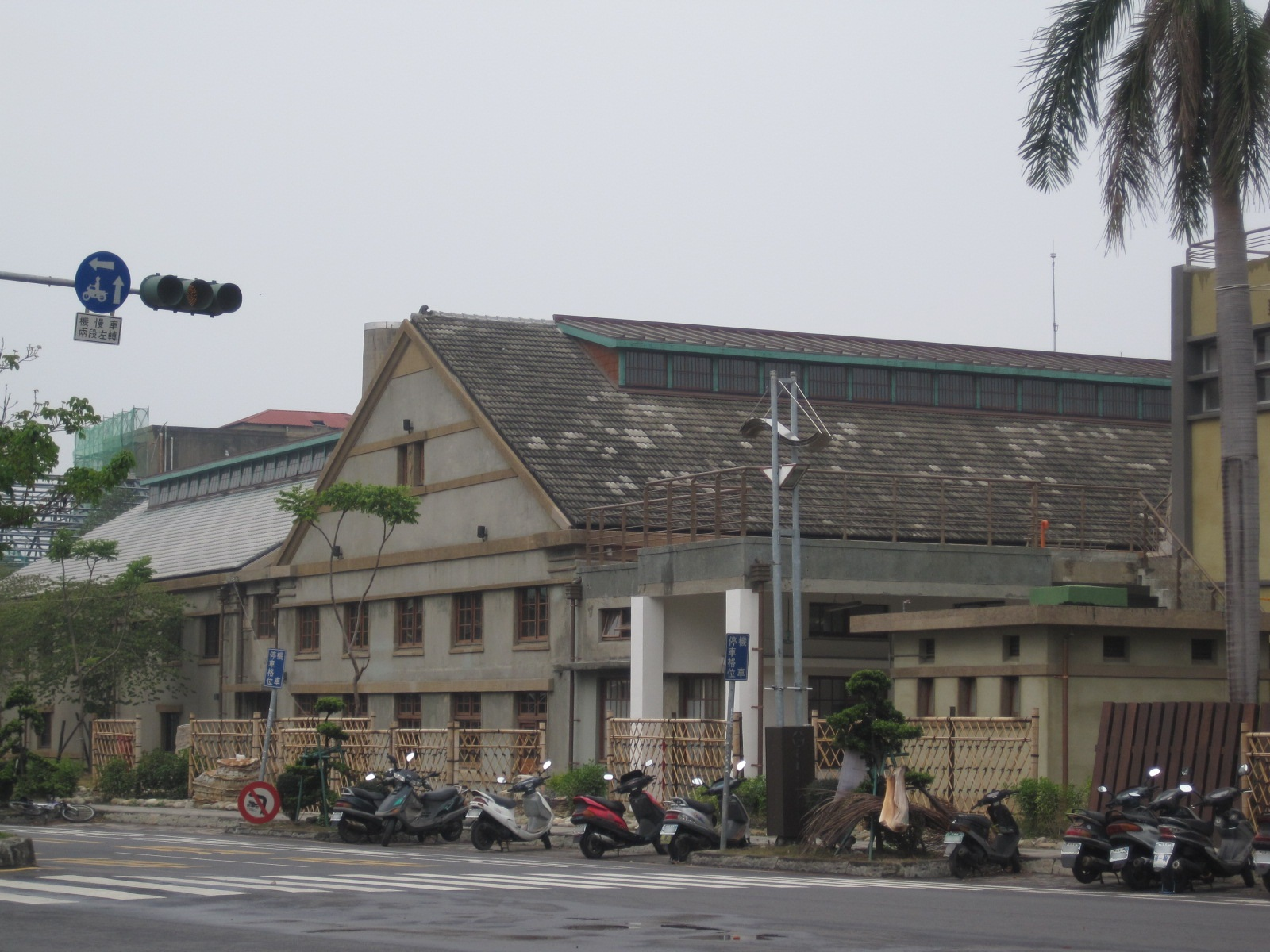
包裝工廠

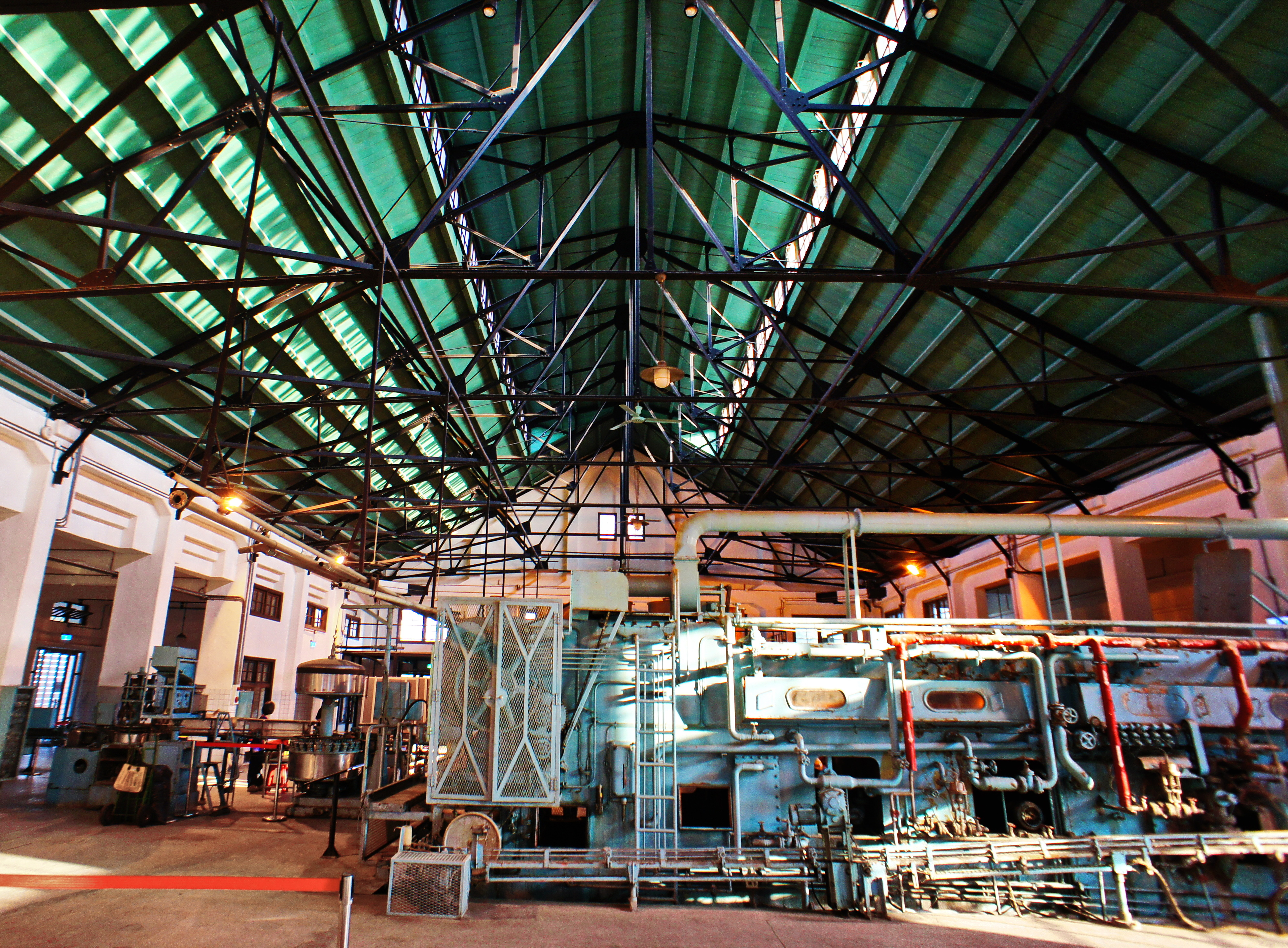
大型酒廠器具

原嘉義酒廠，位於臺灣嘉義市西區，原是日人赤司初太郎所創辦的大正製酒株式會社嘉義工場，後來因為專賣制度而被徵收。該建築物群被登記為歷史建築的有1924年建的中間試驗工廠（原始名稱是酒精倉庫），1930年的鍋爐室、材料五金倉庫、貯酒室、製麴工廠、再製酒第二工作廠，1934年的機械修理與木工廠與1937年的包裝工廠等8座建築，現為中華民國文化部所屬之嘉義文化創意產業園區，並於民國92年（2003年）2月14日登錄為歷史建築
另外據說嘉義酒廠是臺灣最早生產高粱酒的酒廠，有「白酒的故鄉」之稱。知名的金門高粱，則是金門酒廠吸收了嘉義酒廠的技術後加以發展而成。

## 沿革
嘉義酒廠的前身是「大正製酒株式會社嘉義工場」，當時建地為2945坪，而大正製酒株式會社是由日人赤司初太郎於大正五年（1916年）創辦於臺中，而除了臺中、嘉義之外，在斗六與北港也設有工場。然而到了大正十一年（1922年）時因為實施「臺灣酒類專賣令」，所以工場被徵收，其中嘉義工場改由專賣局台南支局嘉義出張所管理。二次大戰期間，日方為躲避空襲，於昭和十八年（1943年）在阿里山二萬坪建了分場。
二次大戰後，嘉義工場改為「臺灣省專賣局嘉義分局嘉義酒工廠」，並開始修復戰爭中毀於空襲的部分，而二萬坪分場則因規模甚小以及運輸問題而在民國三十八年（1949年）裁撤。之後嘉義酒廠繼續發展，廠地由戰後初期的3.7334公頃（約11294坪）增加到1983年的3.985公頃（約12,055坪）。民國五十六年（1967年）曾因高粱酒品質改良，需求增加而進行擴廠，於民國五十九年（1970年）9月完工。後來嘉義酒廠將生產線移到嘉義縣民雄鄉民雄工業區，先是於民國七十二年9月開工到七十四年12月（1983年9月－1985年12月）完成第一期的紹興酒工廠，之後又在民國七十九年7月到八十六年11月（1990年7月－1997年11月）期間興築高粱酒工廠，而舊廠則在民國八十八年（1999年）2月25日結束營運。而在結束營運之後，舊嘉義酒廠建築在2006年移交行政院文化建設委員會管理，之後舊嘉義酒廠被挑選為五大文化創意園區之一。

## 建築
嘉義酒廠建築群大多為鋼筋混擬土建築，外觀呈現現代主義的線條分割。其中歷史最久的是大正十三年（西元1924年）興建的中間試驗工廠，為加強磚造的兩層樓建築，屋價材質為檜木，在中脊上裝了七組散熱器，而在山牆上方有半圓形氣窗，立面還有水平裝飾帶。
鍋爐室旁有根大煙囪，原有53公尺高，但在921大地震中斷裂，現只有剩18.4公尺。

## 外部連結
- 嘉義文化創意產業園區 （页面存档备份，存于）
- 臺灣菸酒股份有限公司-嘉義酒廠 （页面存档备份，存于）
- 玉山大曲-嘉義酒廠的Facebook專頁